# 4chan
4chan là một trang web diễn đàn hình ảnh (imageboard) tiếng Anh. Người dùng thường đăng (post) một cách ẩn danh, với những bài đăng mới nhất xếp trên. 4chan được chia thành nhiều bảng (board) với nội dung và nguyên tắc khác nhau. Người dùng không cần và cũng không thể đăng nhập (trừ khi tuyển nhân sự).
4chan mở cửa ngày 1 tháng 10 năm 2003, nó ban đầu được dùng để đăng hình và tranh luận về manga và anime, và dựa trên những diễn đàn hình ảnh Nhật Bản, đặc biệt là 2chan. 4chan nhanh chóng phổ biến và mở rộng, dù một phần lớn 4chan vẫn tập trung vào otaku, anime, và nền văn hóa Nhật Bản.
Trang này liên quan đến một số tiểu văn hóa và hoạt động Internet, đáng chú ý là Anonymous và Project Chanology. Người dùng 4chan cũng đã tạo nên hoặc phổ biến các meme trên Internet như lolcat, Rickrolling, "Chocolate Rain", Pedobear. Bảng "Random", hay "/b/", là bảng đầu tiên của trang, và cũng nhận nhiều lược truy cập nhất. Như tên, bảng Random chỉ có luật lệ đăng bài tối thiểu. Gawker từng phát biểu rằng "đọc /b/ sẽ làm bạn chảy não". The Guardian từng tóm tắt cộng đồng 4chan là "điên rồ, trẻ con... thông minh, nực cười và đáng báo động."

## Bối cảnh

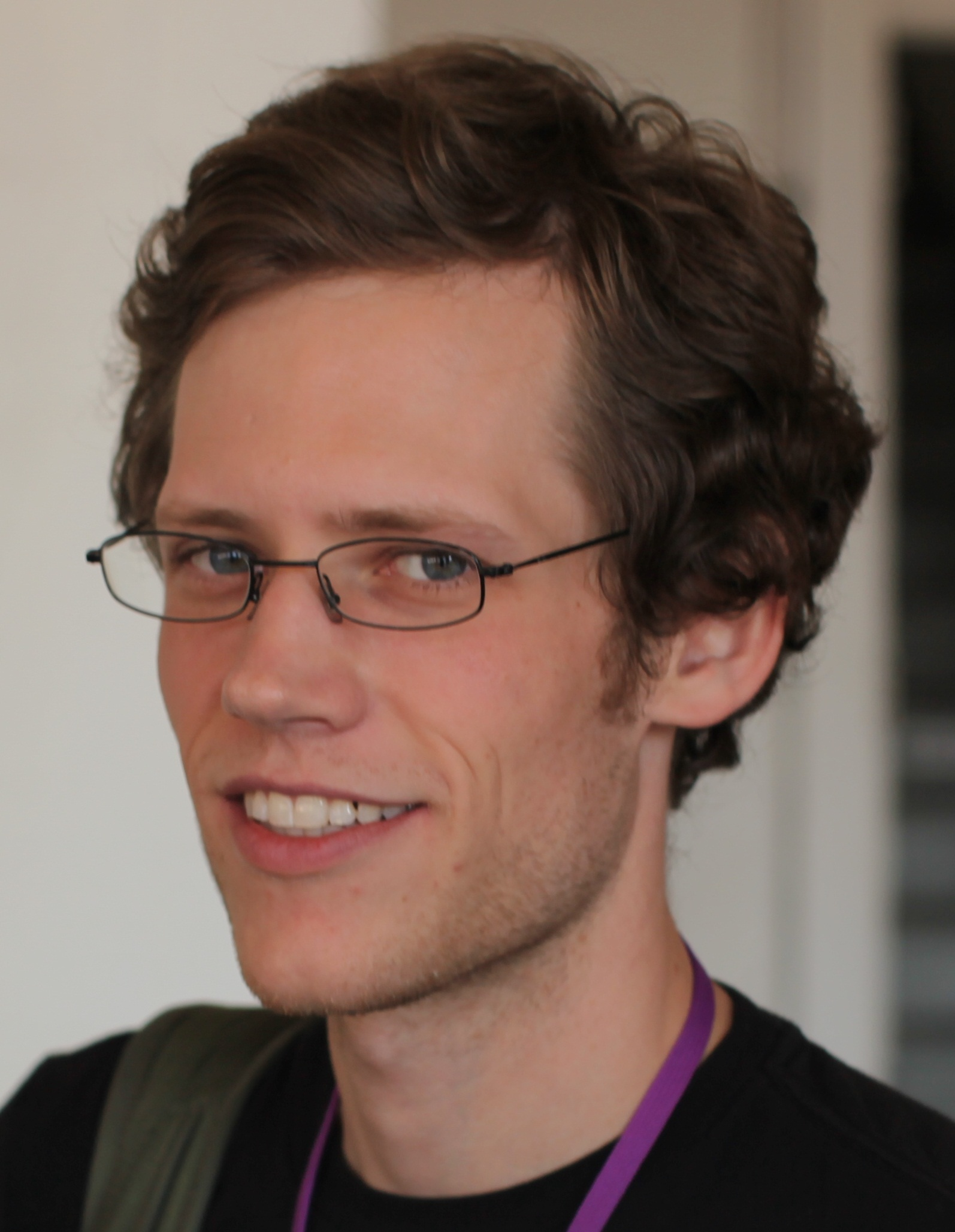
Christopher Poole ("moot") tại XOXO Festival (2012)

4chan khởi đầu 2003 trong phòng một học sinh 15 tuổi tên Christopher Poole, người đăng bài dưới tên "moot". Trước khi bắt đầu 4chan, Poole đóng góp thường xuyên trên diễn đàn Something Awful. Anh có ý định làm 4chan trở thành nơi tranh luận về manga và anime, một phiên bản của diễn đàn hình ảnh Futaba Channel ("2chan") Nhật Bản.
Trang web được chia làm sáu phần: Japanese culture (văn hóa Nhật Bản), Interests (thú vui), Creative (sáng tạo), Adult (người lớn - 18+), Other (khác), và Misc (18+). Các phần này lại được chia thành các bảng để tranh luận về các chủ đề như anime và manga (/a/), kỹ thuật và công nghệ (/g/), thể thao (/sp/), nhiếp ảnh (/p/), âm nhạc (/mu/), hentai (/h/), torrent (/t/), du lịch (/trv/), thể chất (/fit/), cũng như một bảng hỗn tạp (/b/).

## Các board trong 4chan
Japanese culture (văn hóa Nhật Bản):
- Anime & Manga
- Anime/Cute
- Anime/Wallpapers
- Mecha
- Cosplay & EGL
- Cute/Male
- Flash
- Transportation
- Otaku Culture
- Virtual YouTubers

Video Games
- Video Games
- Video Game Generals
- Video Games/Multiplayer
- Video Games/Mobile
- Pokémon
- Retro Games
- Video Games/RPG
- Video Games/Strategy

Interests (Sở thich)
- Comics & Cartoons
- Technology
- Television & Film
- Weapons
- Auto
- Animals & Nature
- Traditional Games
- Sports
- Extreme Sports
- Professional Wrestling
- Science & Math
- History & Humanities
- International
- Outdoors
- Toys

### Creative (sáng tạo)
- Oekaki
- Papercraft & Origami
- Photography
- Food & Cooking
- Artwork/Critique
- Wallpapers/General
- Literature
- Music
- Fashion
- 3DCG
- Graphic Design
- Do-It-Yourself
- Worksafe GIF
- Quests

### Other (Khác)
- Business & Finance
- Travel
- Fitness
- Paranormal
- Advice
- LGBT
- Pony
- Current News
- Worksafe Requests
- Very Important Posts

### Misc. (NSFW)
- Random
- ROBOT9001
- Politically Incorrect
- International/Random
- Cams & Meetups
- Shit 4chan Says

### Adult (NSFW) (Người lớn)
- Sexy Beautiful Women
- Hardcore
- Handsome Men
- Hentai
- Ecchi
- Yuri
- Hentai/Alternative
- Yaoi
- Torrents
- High Resolution
- Adult GIF
- Adult Cartoons
- Adult Requests